# Реншоу, Дебора
Де́бора Реншо́у (англ. Deborah Renshaw; 28 октября 1975, Боулинг-Грин, Кентукки, США) — американская гонщица.

## Биография
Дебора Реншоу родилась 28 октября 1975 года в Боулинг-Грин (штат Кентукки, США).
Реншоу впервые участвовала в NASCAR, когда она начала гонки в NASCAR Dodge Weekly Series в 2001 и 2002 годах. В те два сезона, она финишировала, попав в топ-10 тринадцать раз, а также установила квалификационный рекорд, когда она выиграла в Riverview Speedway. Она также стала первой женщиной, которая когда-либо вела в санкционированной серии NASCAR.
С ноября 2006 года Дебора замужем за гонщиком Шоном Паркером, с которым она встречалась 2 года до их свадьбы. У супругов есть двое детей — приёмный сын Джаггер Александр Паркер (род.06.07.2003) и дочь Джулианн Алексис Паркер (род.22.07.2008).